# No hi ha pàtria sense vostè
«No hi ha pàtria sense vostè» (en coreà «Dangsini eopseumyeon jogukdo eopda» («당신이 없으면 조국도 없다»)), també coneguda com a «Oda a Kim Jong-il'», és una cançó nord-coreana dedicada al exlíder del país, Kim Jong-il. La lletra descriu el talent i virtuts de Kim i l'estima dels coreans per a ell que els guia fora de l'agitació de l'Àrdua Marxa. La frase repetida a la cançó és «Sense vostè, no hi hauria nosaltres! Sense vostè, no hi hauria pàtria!». És considerada himne de la política Songun («assumptes militars primer») que Kim implementà en coexistència amb la Doctrina Juche el 1995. Sol ser retransmesa a la ràdio i pels altaveus dels carrers de Pyongyang.
És considerada la cançó de Kim Jong-il. La cançó es bastant popular a Corea del Nord. Se sol cantar al final de les reunions públiques quan la cançó «Canço del General Kim Il-sung» s'ha cantat al principi de la reunió.